# 捷列克魮
捷列克魮（学名：Barbus ciscaucasicus）為輻鰭魚綱鯉形目鯉科魮属的其中一個種。分布於裏海及高加索山脈北部淡水流域，體長可達50公分，喜棲息在多岩的河流，屬雜食性，以昆蟲及矽藻等為食，可做為食用魚。

## 扩展阅读
維基物種上的相關：捷列克魮